# Compagnie (militaire)
Pour les articles homonymes, voir Compagnie.

Symbole standard OTAN pour une compagnie d'infanterie.

La compagnie est une unité militaire qui, de nos jours, représente un groupe de cent à deux cent cinquante soldats, . Dans la plupart des armées, la compagnie, commandée par un officier subalterne du grade de capitaine — ou parfois par un officier du grade immédiatement supérieur (commandant, major, etc.) — est la plus petite unité administrative autonome au sein d'une formation plus large (régiment, groupement ou bataillon etc.). Unité de combat ou de soutien, la compagnie est la composante de base d'une force armée et le commandement d'une compagnie (ou d'un escadron, ou d'une batterie qui sont des formations équivalentes dans certaines armes) est une étape très importante dans la carrière d'un officier. Enfin, de nombreuses organisations non-militaires (police, pompiers, etc.) sont également organisées en compagnies mais le terme prend alors un sens différent : il ne s'agit plus alors d'une unité constituée de taille normalisée, mais d'un échelon administratif correspondant le plus souvent à un territoire, et dont l'effectif dépend de la taille de ce dernier.     

## Histoire

### Moyen Âge et Renaissance
Au Moyen Âge, une compagnie est une troupe de taille variable, commandée par un capitaine.
Souvent constituées de mercenaires, les Grandes compagnies sont des troupes d'aventuriers, « soldées » par les princes en temps de guerre, et vivant de pillage et de rançons en temps de paix ou de trêve.
Mais le terme de compagnie s'applique également à des unités levées pour assurer la défense d'une ville ou d'une cité-État.
En Italie, par exemple, les compagnies militaires de Sienne (it) sont levées à partir des hommes sélectionnés selon le quartier de la ville de Sienne. Elles sont constituées en force militaire du bas Moyen Âge au Quattrocento, jusqu'à ce que la ville tombe sous la coupe des Médicis et fasse partie du grand-duché de Toscane, moment à partir duquel elles sont interdites par le pouvoir en place.

## Dans le monde

### British Army
Les compagnies de fusiliers sont composées de trois pelotons et d'un quartier général de compagnie.
Les organisations de la taille d'une compagnie dans les unités ayant un héritage équestre, comme la Household Cavalry, le Royal Armoured Corps, le Royal Engineers, le Royal Corps of Signals, le Army Air Corps, Special Air Service, Honourable Artillery Company, Royal Army Medical Corps et Royal Logistic Corps, utilisent le terme Escadron au lieu de compagnie, et dans la Royal Artillery ils sont appelés batteries. Jusqu'à la fin de la Seconde Guerre mondiale, les Royal Engineers et les Royal Signals avaient à la fois des escadrons et des compagnies, selon que les unités soutenaient des formations à cheval ou à pied.
L'infanterie de la British Army identifie normalement ses compagnies de fusiliers par une lettre (généralement, mais pas toujours, A, B et C) au sein d'un bataillon, généralement avec l'ajout d'une compagnie de quartier général et d'une compagnie de soutien/d'armes lourdes. Certaines unités nomment leurs compagnies d'après les honneurs de la bataille régimentaire ; c'est généralement le cas des unités composites, par exemple le London Regiment avec ses compagnies de la Somme, de la Messines et de Cambrai. Les régiments de la garde à pied utilisent des noms traditionnels pour certaines de leurs compagnies, par exemple Compagnie de la Reine, Flanc gauche, Compagnie du Prince de Galles, etc.
Les compagnies des Royal Marines sont désignées par une lettre qui est unique dans tout le corps, et pas seulement au sein de leur commandement. Le Intelligence Corps, la Royal Military Police et les Royal Electrical and Mechanical Engineers ont tous des compagnies numérotées de manière unique dans leur corps.
Les défunts Royal Logistic Corps, Royal Pioneer Corps et Royal Army Ordnance Corps avaient des compagnies ; le Royal Corps of Transport avait des escadrons.
Les compagnies britanniques sont généralement commandées par un major, l'officier commandant (OC), avec un capitaine ou un lieutenant supérieur comme commandant en second (2i/c). Le quartier général de la compagnie comprend également un sergent-major de la compagnie (CSM) ayant normalement le grade d'Adj2 et un sergent quartier-maître de compagnie (CQMS) ayant le grade de sergent de couleur, les deux soldats les plus anciens de la compagnie.
La Honourable Artillery Company est en fait un régiment, et non une compagnie, en termes d'organisation et de taille.

### Canada
Dans l’armée de terre du Canada (Armée canadienne ou Canadian Army), une compagnie (company) est composée d'environ cent quarante huit hommes. Elle comporte au moins trois pelotons (platoons) de trente-six hommes ainsi qu'un poste de commandement et de soutien. La compagnie est commandée par un major.
Comme dans les autres armées de terre des pays francophones, la compagnie (company) est une unité comparable à l’escadron (squadron) : les bataillons d’infanterie sont composés de compagnies alors que les régiments appartenant à l’arme blindée (armour) ou au génie de combat (combat engineers)  sont composés d’escadrons. Les régiments d’artillerie sont quant à eux composés de batteries.

### France
La compagnie est un type d'unité utilisé dans l'armée de terre, la marine et la gendarmerie.
Dans l'armée de terre, une compagnie regroupe environ cent quarante personnes sous le commandement d’un capitaine. La compagnie — comme l'escadron ou la batterie — est une unité élémentaire, qui appartient généralement à un corps de troupe (le plus souvent ce corps de troupe, également appelé formation administrative, est un régiment).
Dans l'Armée de terre moderne, l'appellation de compagnie marque l'appartenance d'une troupe aux armes dites « à pied ». Ainsi un régiment d'infanterie, du  génie ou des transmissions est composé de compagnies alors qu'un régiment de l'arme blindée cavalerie (ABC) ou du train, qui sont des troupes dites « à cheval » est composé d'escadrons et un régiment d'artillerie est composé de batteries.
Aujourd’hui, les compagnies d’un même régiment ne sont pas toujours appelées à combattre ensemble. En effet, elles sont souvent détachées au sein de formations temporaires créées pour exécuter une mission déterminée : les Groupements Tactiques Inter Armes ou GTIA. Un GTIA est un bataillon temporaire qui regroupe généralement plusieurs unités élémentaires (compagnies d'infanterie, escadrons de l'Arme blindée cavalerie) provenant de régiments distincts et renforcées par d'autres éléments (artillerie, génie, etc.).
La subdivision d'une compagnie est la section. Une compagnie d'infanterie compte habituellement cinq sections dont une de commandement, trois de combat et une d'appui.
Fin 2015, on envisage la configuration suivante dans le cadre du programme Au contact pour une compagnie d'infanterie de 174 personnels :
- Une section de commandement avec 19 personnels,
- Une section d'appui de 35 personnels (avec deux mortiers de 81 mm et deux postes de tir Missile moyenne portée antichar),
- Trois sections de combat d'infanterie de 40 personnels articulées chacune en 3 groupes de combats :
  - Un groupe de commandement de 5 personnels
    - Le chef de la section
    - 4 autres personnes, dont un adjudant chargé de seconder le chef de section

  - Un groupe d'appui de 5 personnels :
    - Deux postes de tir Eryx (puis lance-roquettes de nouvelle génération), chacun composé d'un tireur et d'un pourvoyeur
    - Chef de groupe

  - Trois groupes de combat de 10 soldats se composant chacun :
    - d'un VBCI ou VBMR
    - avec un chef de groupe, un pilote, un tireur servant le canon du véhicule, un tireur de précision, six combattants[3].

Dans la marine, on trouve des compagnies de fusiliers-marins (CIFUSIL) dans la Force maritime des fusiliers marins et commandos. Les compagnies de fusiliers marins appartiennent à des groupements qui sont destinés à la protection des sites sensibles de la Marine (port militaire, base d'aéronautique navale, station de transmissions, dépôt de munitions) et fournissent des personnels embarqués à bord des navires.
Dans la Gendarmerie, la compagnie peut également être une unité élémentaire dont le format est relativement constant (sauf réorganisation organique), comme une compagnie d'infanterie de la garde républicaine mais, dans la gendarmerie départementale, c'est l' unité territoriale qui correspond à l'échelon administratif de l'arrondissement départemental, quelle que soient la superficie ou la population de ce dernier. L'effectif de la compagnie est donc très variable puisqu'il dépend de la taille du territoire administré. Cette dernière regroupe les brigades territoriales autonomes et les communautés de brigades implantées dans l'arrondissement ainsi que certaines formations plus spécialisées (brigades de recherche, Pelotons de surveillance et d'intervention de la Gendarmerie (PSIG) etc.). 
À l'occasion d'événements particuliers, comme les Jeux olympiques d'été de 2024, ou à la suite du cyclone Chido à Mayotte en 2025, la gendarmerie départementale a constitué des compagnies de marche, unités temporaires formées à partir de personnels volontaires provenant d'autres parties du territoire national, afin de renforcer son dispositif.
On trouve également des compagnies dans les formations de gendarmerie spécialisées : la Gendarmerie maritime, la Gendarmerie de l'air et de l'espace, la Gendarmerie des transports aériens, la Gendarmerie de l'armement, la Gendarmerie de la sécurité des armements nucléaires.
Une compagnie de gendarmerie est souvent commandée par un capitaine ou un chef d'escadron mais dans la gendarmerie départementale, le commandement des compagnies les plus importantes est assuré par un lieutenant-colonel.

#### Rappel historique
Le terme de compagnie apparaît dès le Moyen Âge. Il désigne alors une troupe de taille variable, dont le chef est appelé capitaine.
Il faut bien noter que pendant une période qui ne s’achèvera qu’au XVIe siècle avec la formation des régiments, le terme de compagnie, (mais aussi compeignie, compaignie compengne, etc.) n'est qu’un des multiples termes utilisé pour décrire une troupe dont l’effectif peut varier entre quelques dizaines et plusieurs milliers de combattants.
Vers la fin de la guerre de Cent Ans, Charles VII institue les compagnies d’ordonnances (appelées également compagnies des ordonnances car elles ont sont créées puis organisées par une suite d'ordonnances prises à partir de 1445). Ce sont les premières unités militaires permanentes (et donc professionnelles) à disposition du roi de France mais le terme de compagnie est trompeur car, à l'époque de leur création, ce sont de grandes unités, composées d'environ 600 hommes.

Ces compagnies d'ordonnance sont des unités de cavalerie. Par la suite, leur taille diminue et se rapproche de la taille des compagnies actuelles.
La compagnie devient ainsi l'unité de base de la cavalerie lourde (compagnies d'ordonnance puis Gendarmerie de France) et de la cavalerie légère puis de l'infanterie.
Initialement cette dernière sera organisée en bandes, en légions (sous François Ier), puis de nouveau en bandes qui deviendront des régiments au XVIe siècle.
Les compagnies de cavalerie légère, initialement « franches » (c'est-à-dire indépendantes) sont elles aussi enrégimentées par la suite mais à partir du XVIIe siècle (1635) .
Pour les besoins de la marine, Richelieu crée les Compagnies ordinaires de la mer en 1622, auxquelles succédent les Compagnies franches de la marine créées par Seignelay.
Compagnies, bataillons et escadrons
 Une fois l'armée enrégimentée, la compagnie devient l'unité de base des régiments, qui sert à constituer les deux formations tactiques que sont le bataillon dans l'infanterie et l'escadron dans la cavalerie.
Les régiments d'infanterie forment, suivant la période, de un à quatre bataillons. Les régiments ne comptent pas le même nombre de compagnies. Ainsi par exemple, sous Louis XV, certains régiments comportent suffisamment de compagnies pour former trois - ou même quatre - bataillons alors que d'autres ne peuvent en former qu'un seul. Ce n'est qu'à partir de 1776, (réformes du comte de Saint Germain) que les régiments compteront un nombre égal de bataillons (deux). Chacun des deux bataillons compte quatre compagnies de fusiliers et une compagnie de grenadiers (1er bataillon) ou de chasseurs (2e bataillon). 
La subdivision tactique du bataillon est le peloton et suivant la période - et la taille des compagnies - chaque compagnie forme un demi-peloton, un peloton ou deux pelotons de son  bataillon.
De même les régiments de cavalerie forment entre deux et quatre escadrons. Le nombre de compagnies constituant un escadron varie également suivant la période.
Dans la cavalerie, chaque compagnie forme en général une division de son escadron (en transférant éventuellement des hommes entre les compagnies pour obtenir des divisions égales).

##### La compagnie sous l'Ancien Régime
Compagnie et vénalité des charges militaires
Sous l’Ancien Régime, la compagnie est une véritable entité, une communauté de soldats avec son histoire et sa propre enseigne et un lien très fort existe entre la plupart des capitaines et leurs hommes. En effet, le commandement d’une compagnie (comme d’ailleurs celui d’un régiment) est une charge vénale : le capitaine obtient sa charge du roi (parfois  – mais pas toujours -  à titre gracieux) ou bien il la rachète au précédent propriétaire avec l’aval du roi. Il gère ensuite « sa » compagnie comme une ferme, percevant une somme fixe par soldat et prenant à sa charge le recrutement, la formation, l’équipement, la remonte (pour la cavalerie) et la paye, en espérant faire un profit… Ou du moins limiter ses pertes car, si la gestion d’une compagnie existante peut laisser un (faible) espoir de bénéfice, la levée d’une nouvelle compagnie - surtout de cavalerie - est très coûteuse pour le capitaine, même s’il bénéficie parfois de l’aide financière du roi, d’une ville ou d’une province.
De plus, si pour les charges civiles (financières ou judiciaires), le paiement de la paulette, taxe instaurée en 1604, assure l’hérédité  de la charge, rien de tel n’existe pour les militaires et, à la mort du capitaine, sa charge revient au roi et elle est donc perdue pour sa famille, sauf faveur particulière - notamment en cas de mort au combat.
Donc, si la vénalité est un instrument financier et politique commode pour le roi, elle pèse lourdement sur la structure de l’armée et notamment de la cavalerie car elle fait supporter par les officiers une grande partie du coût et du risque financier liés à leur charge.
En conséquence, les capitaines peinent à maintenir leur effectif – quand ils ne trichent pas sciemment en présentant de faux soldats (passe-volants) lors des revues. Enfin, et ils rechignent à la dépense, au détriment de l’entraînement.
Abolie par étapes pour les compagnies de la Maison du Roi et de l’infanterie à partir du milieu du XVIIe siècle, la vénalité des charges le sera également pour celles de la cavalerie mais plus d’un siècle plus tard - et toujours progressivement - entre 1762 et 1776. En fait, la vénalité des charges militaires ne sera définitivement éteinte qu'à la Révolution.
La compagnie colonelle est la première compagnie de chaque régiment, qui "appartient" au Colonel général de l'arme (infanterie, cavalerie etc.) dont le régiment ressort.
Après l'abolition de la vénalité des charges, la compagnie, qu'elle soit composée de conscrits ou de soldats professionnel reste la cheville ouvrière de l'infanterie (dans la cavalerie, la compagnie est remplacée par l'escadron en 1815 lors de la seconde Restauration) et, si son effectif varie d'une période à l'autre, sa structure ne change que très peu au cours des années.

##### La compagnie de l'Ancien Régime à aujourd'hui
En 1627, le nombre des compagnies d'un régiment varie de 10 à 30, leur effectif allant de 100 à 300 hommes.

Chaque compagnie est composée de : 1 capitaine, 1 lieutenant, 1 enseigne portant un drapeau aux couleurs et emblèmes du régiment, 2 sergents, 1 fourrier, 3 caporaux, 2 tambours, 1 barbier-chirurgien. Les soldats sont piquiers ou mousquetaires.
Sur la période 1635-1660, les archives montrent que l'effectif théorique des compagnies d'infanterie varie énormément (de 30 à 75 hommes sans compter les officiers) mais qu'en temps de guerre, l'effectif moyen réel varie entre 15 et 45 hommes.
Sous Louis XIV, un bataillon d'infanterie regroupe un effectif théorique compris entre 600 et 800 hommes suivant la période, répartis entre douze et seize compagnies. Soit un effectif théorique par compagnie variant entre 35 et 60 hommes environ.
Après la guerre de Sept Ans (ordonnances de décembre 1762), un régiment de cavalerie compte quatre escadrons de deux compagnies chacune et un régiment d'infanterie deux bataillons à neuf compagnies (une de grenadiers et huit de fusiliers).
Après la réforme de 1762, dans l'infanterie, une compagnie de grenadiers compte un capitaine, un lieutenant, un sous-lieutenant, deux sergents, un fourrier, quatre caporaux, quatre appointés, quarante grenadiers et un tambour, soit trois officiers et cinquante deux hommes. Pour une compagnie de fusiliers, il faut ajouter un lieutenant en second, deux sergents, quatre caporaux, quatre appointés et un tambour supplémentaires soit quatre officiers et soixante trois hommes.
Mais ces organisations sont remaniées profondément lors de nombreuses réformes en 1772, 1776, 1788, et lors de la Révolution.
Une compagnie d'infanterie sous le Premier Empire compte 140 hommes soit un capitaine, un lieutenant et un sous-lieutenant, un sergent-major, quatre sergents, un caporal-fourrier, huit caporaux, cent vingt et un hommes (grenadiers, voltigeurs ou fusiliers) et deux tambours.
Comme sous l'Ancien Régime, chaque compagnie forme un peloton de son bataillon.
Une compagnie d'infanterie de ligne de 1875 au début de la Première Guerre mondiale compte un effectif théorique de 4 officiers et 250 hommes de troupe.
Pour les besoins des guerres coloniales, l'armée française crée en Algérie des Compagnies montées.
Des compagnies spécialisées comme les compagnies de mitrailleuses sont créées peu avant la Première Guerre mondiale.